# Kompresor

Rotační kompresor

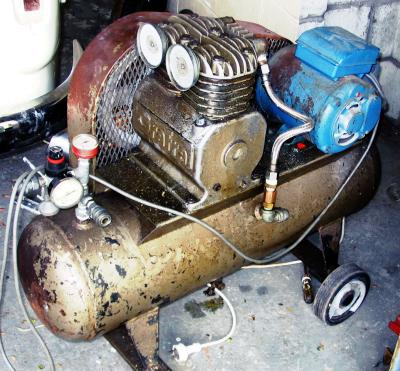
Pístový kompresor

Kompresor je stroj určený ke stlačování (kompresi) plynů a par.

## Rozdělení
Vzhledem k tomu, že kompresor má v technice mnohostranné použití, existuje mnoho druhů kompresorů.
Podle způsobu zvyšování tlaku je lze dělit na:
1. Objemové, kde zvýšení tlaku probíhá zmenšováním objemu pracovního prostoru, v němž je stlačovaný plyn uzavřen.
2. Rychlostní, kde se dosahuje zvýšení tlaku zrychlením proudícího plynu a po něm následující přeměnou kinetické energie v tlak. Typickým příkladem je turbokompresor.

Kompresory objemové se dál dělí podle konstrukce na:
1. Pístový kompresor – dosahuje se v něm změny objemu plynu přímočarým vratným pohybem pístu ve válci. Při pohybu pístu dolů se plyn sacím ventilem nasává, při pohybu vzhůru se plyn stlačuje a pak vytlačuje výtlačným ventilem z válce. Písty mohou být buď poháněny otáčením klikové hřídele, nebo přímo jiným oscilujícím pístovým strojem (například parní kompresor)
  1. olejový – olej, zajišťující mazání, je v tomto případě rozstřikován do prostoru válce pod pístem klikovkou a pístním kroužkem stírán zpět. U tohoto druhu kompresoru se dostávají olejové páry do stlačovaného vzduchu.
  2. bezolejový – zajišťuje výstup stlačeného vzduchu bez olejových par, hodí se tedy i pro specifické účely (výčep piva, chov ryb v akváriích, potravinářství).
2. Rotační kompresor – u něj se dosahuje změny objemu pístem, nebo písty otáčejícími se kolem osy rovnoběžně s osou válce
  1. lamelový – rotující píst má lamely uložené v podélných drážkách pístu tak, že jsou přitlačovány odstředivou silou ke stěně válce. Plyn se nasává otvorem a vytlačuje se jiným otvorem.
  2. dvourotorový – dva rotační písty se po sobě odvalují a dopravují plyn v komorách vytvořených stěnami rotoru a statoru, ze sacího otvoru do výtlačného.
  3. kapalinokružný – plyn se dopravuje v komůrkách vytvořenými pevnými křídly výstředně uloženého rotoru a kapalinovým prstencem, který obíhá ve statoru. Plyn vstupuje sacím otvorem a odchází výtlačným otvorem v čelní stěně rotoru.
  4. šroubový – podobný dvourotorovému, ale používají se dva do sebe zapadající šrouby
3. Scroll kompresor – „spirálový“ kompresor. Skládá se z jednoho pohyblivého scrollu (spirály) a jednoho scrollu upevněného k tělu kompresoru. Pohyblivý scroll obíhá po dráze v pevném scrollu, čímž se vytváří plynové kapsy přemisťující se mezi oběma scrolly do jejich středu. Kapsy se cestou do středu zmenšují, čímž je dosaženo zvýšení teploty i tlaku na potřebnou hodnotu.

Existují i další konstrukce, které v tomto přehledu nejsou uvedeny.
Kompresory rychlostní se dále dělí na:
1. Kompresor axiální
2. Kompresor radiální

## Využití kompresoru

### Lakování
Lakování stříkací pistolí pomocí kompresoru je rychlejší než nátěr štětcem a zanechává lepší výsledek. Využívá se převážně na větší plochy nebo v autodílně, kde je nezbytné pro kompletní lakýrnické práce. Stříkací pistole obvykle pracují s velmi nízkým tlakem, přesto spotřebují velké množství vzduchu. Kompresor pro lakování by výkonem na výstupu měl splňovat minimálně požadavek stříkací pistole na spotřebu vzduchu. V opačném případě je třeba počítat s častějšími přestávkami na natlakování tlakové nádoby.

### Dílna
V domácích dílnách a autodílnách se kompresory používají k pohánění pneumatického nářadí, jako jsou pneumatická kladiva, utahováky, brusky, vrtačky apod. Foukáním stlačeného vzduchu se čistí povrchy nebo hustí pneumatiky a gumové předměty. V dílně jsou nejčastější 230 V kompresory s tlakovou nádobou. Výkon kompresoru a objem tlakové nádoby by měl odpovídat požadavkům pneumatického nářadí. Na huštění se využívají i malé 12 V kompresory, které se napájejí ze zapalovače v autě.

### Průmysl
Stlačený vzduch udržuje výrobu v průmyslových provozech širokého zaměření – v automobilkách, cementárnách, slévárnách a jiných výrobách. Kompresory se využijí pro pohon zdvihacích a jiných pneumatických zařízení, plnění vzduchových nádrží a k pohonu automatizovaných činností. Ve stavebnictví pohánějí pneumatické nástroje, jako jsou sbíječky nebo vibrační desky. V průmyslovém provozu jsou vhodným pracovním nástrojem především výkonné a odolné rotační šroubové kompresory, případně kompresory lamelové. V některých případech, kdy není možné pronikání strojového oleje do rozvodů, se i v průmyslu využívají bezolejové kompresory.

### Potravinářství
Stlačený vzduch se v potravinářství uplatňuje za účelem přípravy i balení potravinářských produktů. Kompresory jsou v potravinářském průmyslu zahrnuty do mnoha výrobních procesů. Používají se při sušení (ovoce nebo zeleniny), čištění, chlazení a mražení, balení a konzervování nebo jakoukoliv jinou automatizovanou manipulaci v prostředí s přísnými hygienickými podmínkami. Stlačený vzduch se také používá pro čištění potravinových kontejnerů. V pohostinství se jím tlakují nápojové sudy.
Veškerý vzduch z kompresoru musí být pro potravinářské účely naprosto čistý, bez jakýchkoliv pevných částic, vody nebo oleje. Proto se v potravinářství používají výhradně bezolejové kompresory. Díky nízké potřebě údržby a absenci vytékajícího oleje jsou pneumatické systémy preferovány před hydraulickými i v provozech, kde stlačený vzduch nepřijde do přímého kontaktu s potravinami.

### V laboratořích a lékařství
Vysoce kvalitní a čistý stlačený vzduch se využívá v laboratořích pro analytické činnosti (chromatografie, spektroskopie, viskozimetry apod.) i k pohonu automatizace. Stomatologové používají bezolejové pístové dentální kompresory k pohonu zubních vrtaček. Dentální kompresory musí splňovat požadavek na kvalitní, velmi čistý a suchý vzduch, proto jsou často doplněné o integrované sušičky vzduchu.

## Sušení stlačeného vzduchu
Efektivita práce kompresoru je významně ovlivněna kvalitou stlačeného vzduchu. Pro snížení vlhkosti stlačeného vzduchu se používají sušiče. Nejběžnějším druhem jsou vymrazovací, též kondenzační sušiče vzduchu, vysušující vzduch maximálně na tlakový rosný bod +3 °C. Pro řadu aplikací, například pro lakovny, je vysušení tlakového vzduchu na tlakový rosný bod +3 °C nedostačující. Vyššího stupně vysušení lze dosáhnout při použití adsorpčních sušičů.

## Ohřev plynu
Vzhledem k tomu, že v kompresoru teoreticky nastává adiabatické stlačování, nastává ohřev plynu. Pokud je výstupní teplota plynu větší než žádaná, musí být doplňkem kompresoru chladič.